# Rhanteriopsis lanuginosa
Rhanteriopsis lanuginosa là một loài thực vật có hoa trong họ Cúc. Loài này được (DC.) Rauschert miêu tả khoa học đầu tiên năm 1982.